# ميغ غريفين (شخصية خيالية)
ميغاترون غريفين هي شخصية خيالية في المسلسل الأمريكي فاميلي غاي، قامت ميلا كونيس بتأدية صوت الشخصية في المسلسل.